# Фердинанд I Великий
Фердинанд I Великий (Фернандо Кастильский; исп. Fernando I El Magno или El Grande; 1016/1018—24 июня 1065) — граф Кастилии после смерти дяди с 1029 года, король Леона через свою жену с 1037 года после разгрома шурина. Сын короля Наварры Санчо III Великого и Муниадонны Санчес. Фердинанда I принято считать первым королём Кастилии. В 1056 году он провозгласил себя императором всей Испании.

## Биография

### Графство и невеста
Фердинанд был юн, когда граф Кастилии Гарсиа Санчес был убит в 1029 году в Леоне, куда он приехал, чтобы жениться на Санче Леонской, сестре короля Леона Бермудо III, группой изгнанных кастильских дворян. Его наследницей стала его старшая сестра, Муниадонна Санчес, жена короля Наварры Санчо III. В 1032 году Санчо III Великий достиг соглашения с Бермудо III о браке своего молодого сына Фердинанда, рождённого Муниадонной, с ранее предназначенной графу Гарсии невестой, Санчей. В этом же году мать Фердинанда передала ему титул графа Кастилии.

### Король Леона и Кастилии, Император Испании
После смерти короля Санчо III король Бермудо III начал подготовку к войне с Фердинандом I, чтобы возвратить Леону ранее отнятые у него земли. Фердинанд, стремясь заручиться большей поддержкой кастильского дворянства 1 июля 1037 года принял титул «король Кастилии». Осенью Бермудо III вторгся с войском в Кастилию, но 4 сентября 1037 года был разбит в сражении при Тамароне Фердинандом I и его братом королём Наварры Гарсией III Санчесом. Бермудо III погиб в сражении (хроники говорят, что он во время боя был убит лично Фердинандом), после чего король Кастилии овладел Леоном на правах жены, которая стала наследницей брата. В следующем году провозгласил себя королём Кастилии и Леона.
Чтобы привлечь на свою сторону леонцев, Фердинанд в 1050 году созвал в Каянсе собор, на котором подтвердил неприкосновенность их прежних прав. Одновременно с этим Фердинанд увеличил армию — и для борьбы с мятежниками, и для войны с мусульманами. Объединив северную Иберию (Пиренейский полуостров), Фердинанд в 1039 году объявил себя императором Испании. Использование титула было негативно встречено императором Генрихом III и римским папой Виктором II и расценено в 1055 году как требование к главенству в христианском мире и как узурпация прав Священной Римской империи. Это однако подразумевало не более чем то, что суверенный Леон претендует на главенство над государствами Иберийского полуострова, и что Иберия независима от Священной Римской империи. Братья Фердинанда Гарсия Наваррский и Рамиро Арагонский выступали против его претензий, но оба погибли в сражениях.

### Войны с арабами
Правление Фердинанда I было временем быстрого роста Кастилии. С 1055 года он стал оказывать ежегодную финансовую поддержку Клюнийскому аббатству. В 1054 году Гарсия Наваррский, который был недоволен, что ему досталась меньшая часть владений отца, напал на Кастилию, но в сражении при Атапуэрке погиб. Фердинанд захватил часть наваррских земель на правом берегу реки Эбро. Остальные земли при поддержке Фердинанда достались Санчо IV.
После победы над Наваррой он начал войны с арабами. В 1057—1058 годах Фердинанд I захватил ряд областей на севере современной Португалии, перешёл Дуэро, взял Ламегу, Висеу и соседние крепости. На соборе 1060 года он заручился согласием вельмож на продолжение войны и направил войско к Алькале, но эмир Толедо прислал богатые дары и запросил мира. На следующий год Фердинанд переправился через Тахо и подошёл к Севилье. Арабы попросили мира, причём эмир Аббад II аль-Мутадид отдал Фердинанду мощи святого Исидора и святого Винцента, которые были перезахоронены в специально построенной церкви в Леоне. Эти реликвии привлекли в будущем большое количество крестоносцев. Также Фердинанду подчинились эмиры Бадахоса и Сарагосы. Последним военным успехом Фердинанда было взятие Коимбры после шестимесячной осады в 1064 году.

### Наследство
Фердинанд умер в 1065 году в Леоне, и его похоронили с многими проявлениями горячего благочестия, отложив его корону и королевскую мантию, одетым в одежду монаха и находящимся на катафалке, посыпанном пеплом, который был помещён перед алтарём базилики св. Исидора. Перед смертью Фердинанд разделил королевство между детьми: Санчо получил Кастилию; Альфонсо получил Леон; Гарсия получил Галисию и Португалию. Две его дочери получили города: Эльвира получила Торо, а Уррака получила Самору. Давая им владения, он хотел, чтобы они соблюдали его завещание. Однако Санчо (рождённый в 1032 году самым старшим) считал, что он заслужил большую часть королевства, и поэтому стремился захватить земли, доставшиеся его родным братьям и сёстрам.